# Metamora (Ohio)
Metamora és una vila dels Estats Units a l'estat d'Ohio. Segons el cens del 2000 tenia 563 habitants.

## Demografia
Segons el cens del 2000, Metamora tenia 563 habitants, 200 habitatges, i 149 famílies. La densitat de població era de 505,5 habitants/km².
Dels 200 habitatges en un 42,5% hi vivien nens de menys de 18 anys, en un 54,5% hi vivien parelles casades, en un 12% dones solteres, i en un 25,5% no eren unitats familiars. En el 22% dels habitatges hi vivien persones soles el 10,5% de les quals corresponia a persones de 65 anys o més que vivien soles. El nombre mitjà de persones vivint en cada habitatge era de 2,82 i el nombre mitjà de persones que vivien en cada família era de 3,32.
Per edats la població es repartia de la següent manera: un 33% tenia menys de 18 anys, un 5,7% entre 18 i 24, un 30,2% entre 25 i 44, un 20,4% de 45 a 60 i un 10,7% 65 anys o més.
L'edat mediana era de 34 anys. Per cada 100 dones de 18 o més anys hi havia 96,4 homes.
La renda mediana per habitatge era de 47.750 $ i la renda mediana per família de 53.661 $. Els homes tenien una renda mediana de 33.000 $ mentre que les dones 24.688 $. La renda per capita de la població era de 16.387 $. Aproximadament el 5,8% de les famílies i el 8,5% de la població estaven per davall del llindar de pobresa.

## Poblacions properes
El següent diagrama mostra les poblacions més properes.